# DB Kommunikationstechnik
Die DB Kommunikationstechnik GmbH (DB KT) war ein Tochterunternehmen der Deutschen Bahn, welches Dienstleistungen aus den Bereichen Sicherheits-, Automaten-, Informations- und Kommunikationstechnik (ITK) sowie Informations- und Medienmanagement anbot. Die DB Kommunikationstechnik agierte als Dienstleister innerhalb des DB-Konzerns und am freien Markt.
Zum 30. Mai 2025 wurde die Gesellschaft auf die DB InfraGO AG verschmolzen.

## Geschichte
Im Zuge der Bahnreform wurden Mitte der Neunzigerjahre die Fernmeldemeistereien der Deutsche Bahn AG in die Tochtergesellschaft DBKom ausgegliedert. Im Jahr 1996 wurden 49,8 % derer Gesellschaftsanteile an ein Konsortium aus der Mannesmann AG und der Deutsche Bank AG veräußert und mit der Communications Network International GmbH (CNI) zur Arcor AG & Co. KG verschmolzen.
Einige aus der DBKom vorhandenen Dienste und Mitarbeiter wurden 1998 an die DB AG zurück übertragen und dort in der Anlagen und Haus Service GmbH (AHS) gebündelt. Nach der Bildung einer Geschäftseinheit Kommunikationstechnik bei AHS und einer Umfirmierung zu DB Services Technische Dienste GmbH im Jahr 2002, wurde später im Jahr 2006 das Technische Facility Management in die neu gebildete DB Services GmbH herausgelöst. 2007 wurden die verbleibenden Geschäftseinheiten zur DB Kommunikationstechnik GmbH umfirmiert. Mitte 2010 wurde der Flächendienstleistungsservice (Servicetechniker, Projektabteilung und Netzadministration) von der DB Systel GmbH zur DB Kommunikationstechnik GmbH verschoben, die aber durch vertragliche Abstimmung weiterhin deren Leistungen übernimmt.
2002 wurden die bis dahin noch in der Arcor verbliebenen bahnnahen Leistungen in eine Tochtergesellschaft Arcor DB Telematik GmbH überführt und im gleichen Jahr als DB Telematik GmbH an die DB AG zurück übertragen. Die DB Telematik wurde 2007 mit der DB Systems GmbH zur DB Systel GmbH verschmolzen, aus der drei Jahre später die Geschäftseinheit ICT Field Services GmbH herausgelöst und mit der DB Kommunikationstechnik GmbH gesellschaftsrechtlich zusammengeführt und verschmolzen wurde.
Der Aufsichtsrat der DB InfraGO AG beschloss am 12. September 2024, zum Jahreswechsel 2024/2025 die DB Kommunikationstechnik GmbH in die DB InfraGO AG zu integrieren. Dadurch soll ein weiterer Schritt zur Verschlankung der Konzernstrukturen umgesetzt werden. In der DB InfraGO AG wird in diesem Zusammenhang ein weiterer Vorstandsposten, für den Bereich Kommunikationstechnik, geschaffen.

## Leistungen
Das Unternehmen bot für die Entstörung und Wartung von Technik deutschlandweit einen Service an, der jeden Tag rund um die Uhr erreichbar war. 75 Standorte innerhalb Deutschlands sorgten für möglichst geringe Reaktionszeiten. Weiterhin übernahm die DB Kommunikationstechnik Beratung, Planung, Koordinierung und Realisierung von Telekommunikationsprojekten. Das Geschäftsfeld Medien- und Kommunikationsdienste bot außerdem Leistungen in den Bereichen Offset- und Digitaldruck, Cross Media Publishing, Reprografie sowie Informationslogistik und Archivierung an. 
Im Bereich der Informations- und Kommunikationstechnik wurden Planung, Beratung und Umsetzung von ITK-Infrastrukturen angeboten. Die Kommunikationstechnik befasste sich dabei unter anderem mit folgenden Anlagen bzw. Techniken:
- Fahrgastinformationsanlagen
- Zugzielanzeiger
- Beschallungsanlagen
- Bürokommunikationstechnik
- Videokonferenzanlagen
- Betriebsfernmeldeanlagen
- Übertragungstechnik für bahninterne Anwendungen: Meldeanlagensysteme (zum Beispiel DBMAS), IP-Netzwerke, Telekommunikationsnetze (zum Beispiel ISDN, VDSL, LAN, SDH)
- Mobilfunk bahnintern (GSM-R), LoRaWAN, öffentliche Mobilfunknetze
- Glasfasertechnologien, wie DWDM, CWDM
- Sensortechnik: Heißläuferortungsanlagen, Parkplatzlenkung, Füllstandmessung, Temperatur- und Luftfeuchtigkeitsmessung, Bewegungssensoren
- Sicherheitstechnik: Videokameras, Brand- und Einbruchmeldeanlagen, Notrufsysteme, Schließsysteme, BOS-Funk
- Automatentechnik: Fahrkartenautomaten, Kassensysteme, Entwerter

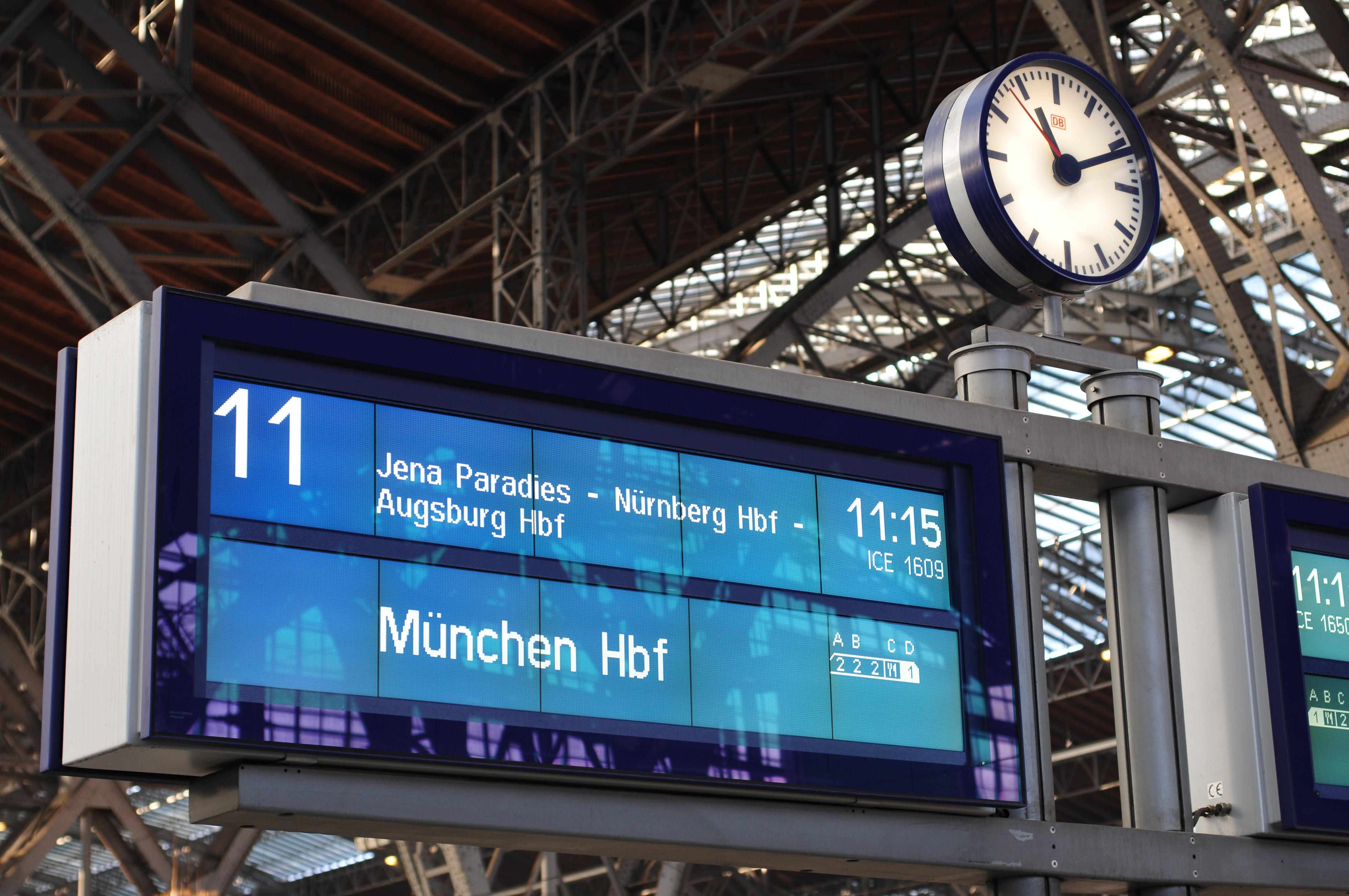
Zugzielanzeiger am Gleis 11 im Leipziger Hauptbahnhof
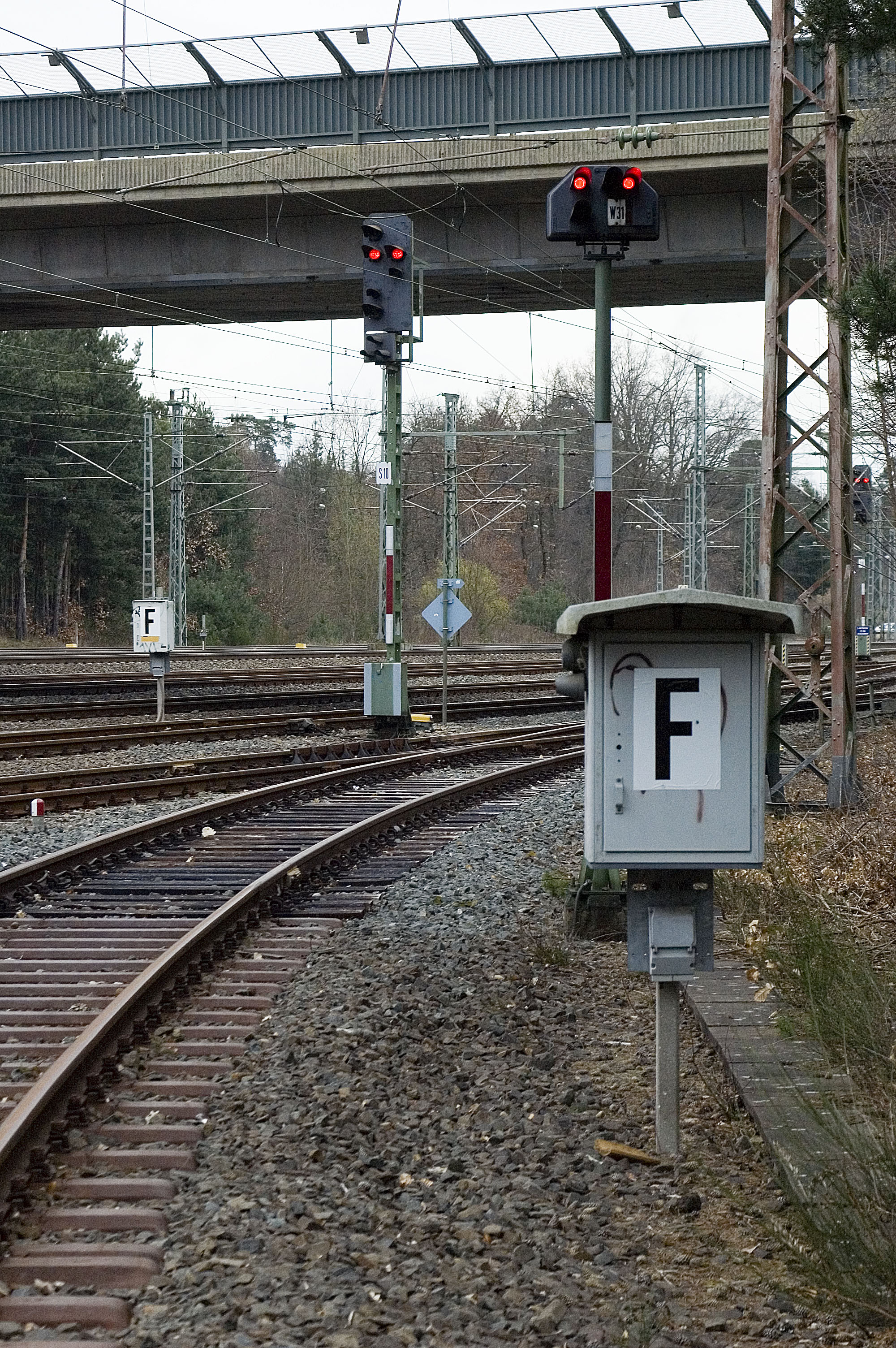
Streckenfernsprecher an einer Eisenbahnstrecke der DB InfraGO AG
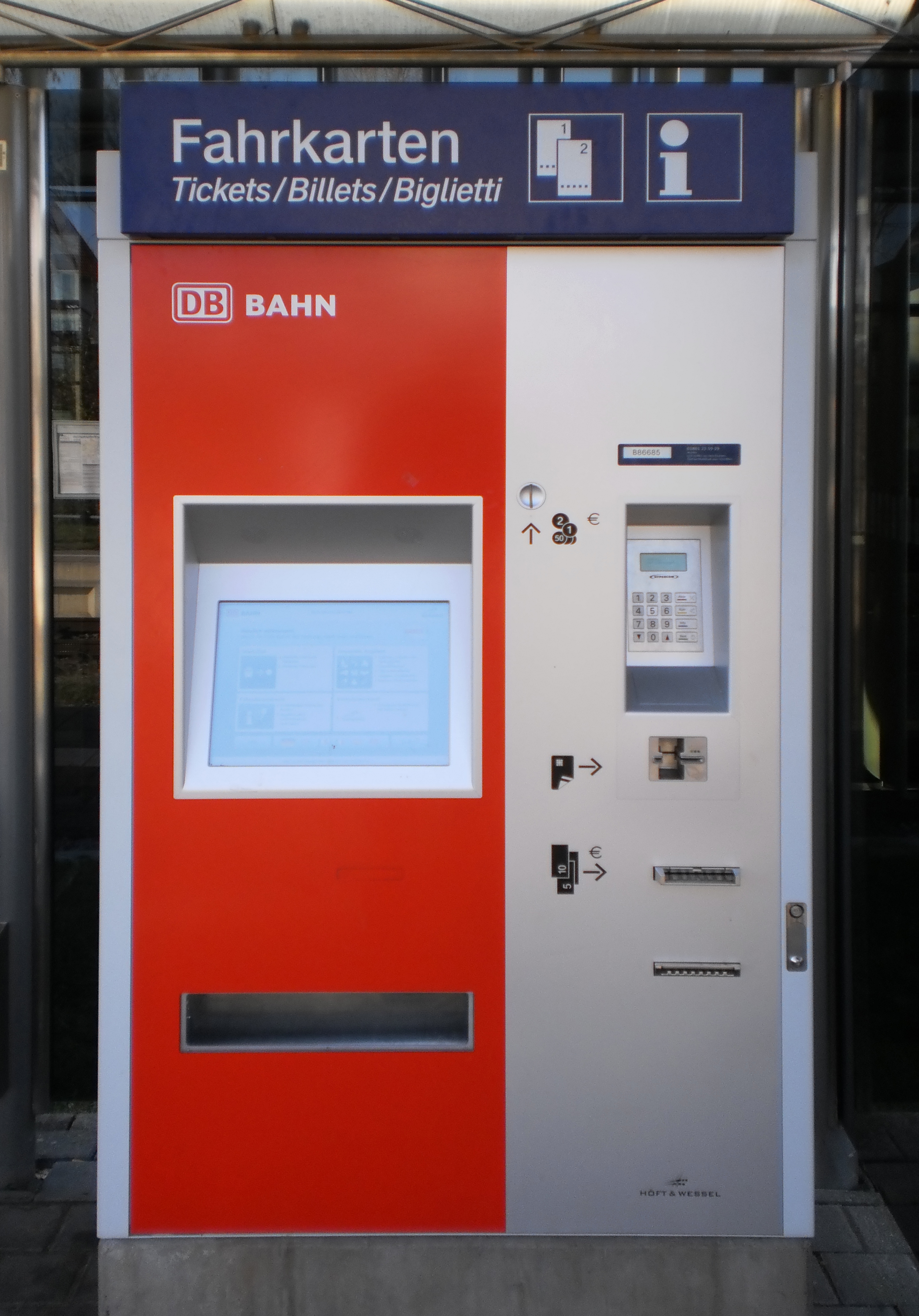
Fahrkartenautomat der Deutschen Bahn AG
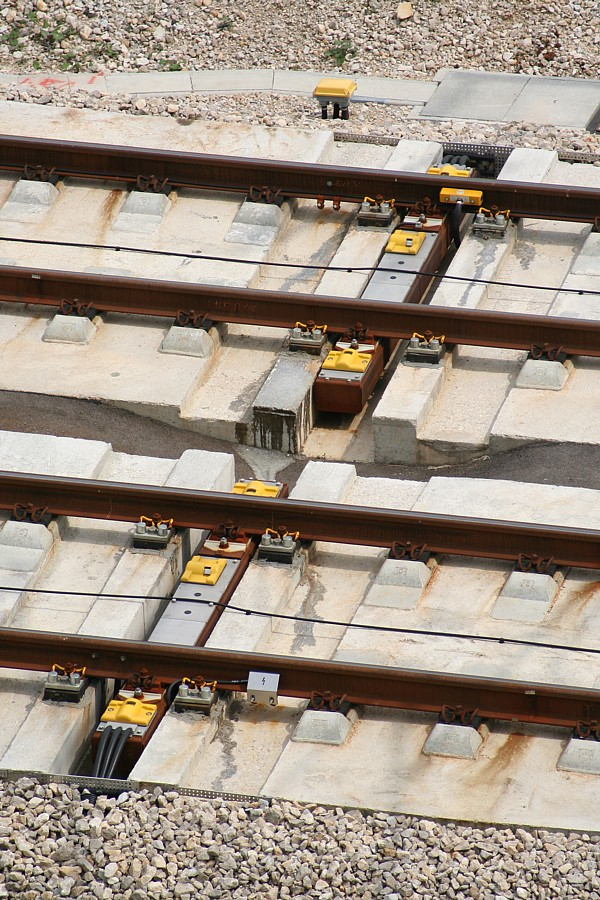
Heißläuferortungsanlage an der Bahnstrecke München–Treuchtlingen